# جورج فرانكلين غرانت
جورج فرانكلين غرانت (بالإنجليزية: George Franklin Grant)‏ هو طبيب أسنان أمريكي، ولد في 9 سبتمبر 1847 في أوسويغو في الولايات المتحدة، وتوفي في 21 أغسطس 1910 في تشيستر في الولايات المتحدة.